# Banco Ficohsa
El Banco Financiera Comercial Hondureña, S.A. FICOHSA es un banco de Honduras, fundado el 18 de julio de 1994 en la ciudad de Tegucigalpa y que se define como Grupo Financiero FICOHSA desde 1998, ya que se compone por cinco empresas: Ficohsa Banco, Ficohsa Seguros, Casa de Bolsa, Tarjetas de Crédito, Ficohsa Pensiones y Cesantias y Casa de Cambio. Es una agencia financiera más que prestaba sus servicios bancarios a nivel nacional.
En 2023 fue el segundo banco más grande de Honduras por cantidad de activos solo por detrás de Banco Atlántida.

## Expansión
Actualmente cuenta con 100 agencias y ventanillas en Honduras, 350 cajeros automáticos, como también 15 agencias de remesas ubicadas en seis estados de los Estados Unidos de América, que laboran como Ficohsa Express y se agrega una en la república de Panamá, la administración en Honduras está a cargo del Licenciado Camilo Atala, Presidente Grupo Financiero Ficohsa.
El 9 de noviembre de 2011 cerró la transacción para la compra del 90% de acciones de lo que fuese el Banco Americano S.A. en la república de Guatemala. Con esta adquisición el Grupo Ficohsa se lanza en el 2012 a operar en el vecino país, instalando 3 agencias y 27 centros de servicio distribuidos en la Ciudad de Guatemala, departamento de Petén y el departamento de Quetzaltenango, con la meta de finalizar dicho año con cinco agencias y otros 48 centros de servicio (3), la dirección de Ficohsa en Guatemala está a cargo del Licenciado José Díaz, Presidente Ejecutivo Ficohsa Guatemala.
El Grupo Financiero Ficohsa, compró al Citi Bank Honduras por un monto millonario, convirtiéndose con esta transacción ejecutiva en el mayor banco de Honduras.

## Alianzas internaciones
El Grupo Financiero Ficohsa, mantiene alianzas con: Transatrantlic RE, Microsoft, VISA, Bladex y Darwin capital.

## Renovación de marca corporativa
A partir del 12 de febrero de 2010 Ficohsa adopta una sola identidad corporativa. Las empresas del grupo Interamericana de Seguros, Casa de Cambio Divisas Corporativas y Casa de Bolsa Probursa pasaron a conocerse como: Fícohsa Seguros, Ficohsa Casa de Cambio y Fícohsa Casa de Bolsa respectivamente.
En los últimos años la imagen y posicionamiento de Banco Ficohsa se ha venido fortaleciendo ante sus clientes, sus familias y el mercado, producto del reconocimiento al esfuerzo y trabajo de todos los que integran la Institución. 